# La tavola fiamminga
La tavola fiamminga (La tabla de Flandes) è un thriller scacchistico di Arturo Pérez-Reverte.

## Trama
|   | a | b | c | d | e | f | g | h |   |
| 8 | b8 cavallo del nero · c8 alfiere del nero · a7 pedone del nero · b7 pedone del nero · d7 pedone del nero · a6 pedone del bianco · b6 torre del bianco · c6 pedone del bianco · a5 pedone del nero · b5 torre del bianco · a4 re del nero · c4 re del bianco · e4 pedone del bianco · c3 pedone del bianco · c2 donna del nero · d2 pedone del bianco · f2 pedone del bianco · b1 cavallo del bianco · c1 torre del nero · d1 cavallo del nero · e1 donna del bianco · f1 alfiere del bianco | b8 cavallo del nero · c8 alfiere del nero · a7 pedone del nero · b7 pedone del nero · d7 pedone del nero · a6 pedone del bianco · b6 torre del bianco · c6 pedone del bianco · a5 pedone del nero · b5 torre del bianco · a4 re del nero · c4 re del bianco · e4 pedone del bianco · c3 pedone del bianco · c2 donna del nero · d2 pedone del bianco · f2 pedone del bianco · b1 cavallo del bianco · c1 torre del nero · d1 cavallo del nero · e1 donna del bianco · f1 alfiere del bianco | b8 cavallo del nero · c8 alfiere del nero · a7 pedone del nero · b7 pedone del nero · d7 pedone del nero · a6 pedone del bianco · b6 torre del bianco · c6 pedone del bianco · a5 pedone del nero · b5 torre del bianco · a4 re del nero · c4 re del bianco · e4 pedone del bianco · c3 pedone del bianco · c2 donna del nero · d2 pedone del bianco · f2 pedone del bianco · b1 cavallo del bianco · c1 torre del nero · d1 cavallo del nero · e1 donna del bianco · f1 alfiere del bianco | b8 cavallo del nero · c8 alfiere del nero · a7 pedone del nero · b7 pedone del nero · d7 pedone del nero · a6 pedone del bianco · b6 torre del bianco · c6 pedone del bianco · a5 pedone del nero · b5 torre del bianco · a4 re del nero · c4 re del bianco · e4 pedone del bianco · c3 pedone del bianco · c2 donna del nero · d2 pedone del bianco · f2 pedone del bianco · b1 cavallo del bianco · c1 torre del nero · d1 cavallo del nero · e1 donna del bianco · f1 alfiere del bianco | b8 cavallo del nero · c8 alfiere del nero · a7 pedone del nero · b7 pedone del nero · d7 pedone del nero · a6 pedone del bianco · b6 torre del bianco · c6 pedone del bianco · a5 pedone del nero · b5 torre del bianco · a4 re del nero · c4 re del bianco · e4 pedone del bianco · c3 pedone del bianco · c2 donna del nero · d2 pedone del bianco · f2 pedone del bianco · b1 cavallo del bianco · c1 torre del nero · d1 cavallo del nero · e1 donna del bianco · f1 alfiere del bianco | b8 cavallo del nero · c8 alfiere del nero · a7 pedone del nero · b7 pedone del nero · d7 pedone del nero · a6 pedone del bianco · b6 torre del bianco · c6 pedone del bianco · a5 pedone del nero · b5 torre del bianco · a4 re del nero · c4 re del bianco · e4 pedone del bianco · c3 pedone del bianco · c2 donna del nero · d2 pedone del bianco · f2 pedone del bianco · b1 cavallo del bianco · c1 torre del nero · d1 cavallo del nero · e1 donna del bianco · f1 alfiere del bianco | b8 cavallo del nero · c8 alfiere del nero · a7 pedone del nero · b7 pedone del nero · d7 pedone del nero · a6 pedone del bianco · b6 torre del bianco · c6 pedone del bianco · a5 pedone del nero · b5 torre del bianco · a4 re del nero · c4 re del bianco · e4 pedone del bianco · c3 pedone del bianco · c2 donna del nero · d2 pedone del bianco · f2 pedone del bianco · b1 cavallo del bianco · c1 torre del nero · d1 cavallo del nero · e1 donna del bianco · f1 alfiere del bianco | b8 cavallo del nero · c8 alfiere del nero · a7 pedone del nero · b7 pedone del nero · d7 pedone del nero · a6 pedone del bianco · b6 torre del bianco · c6 pedone del bianco · a5 pedone del nero · b5 torre del bianco · a4 re del nero · c4 re del bianco · e4 pedone del bianco · c3 pedone del bianco · c2 donna del nero · d2 pedone del bianco · f2 pedone del bianco · b1 cavallo del bianco · c1 torre del nero · d1 cavallo del nero · e1 donna del bianco · f1 alfiere del bianco | 8 |
| 7 | b8 cavallo del nero · c8 alfiere del nero · a7 pedone del nero · b7 pedone del nero · d7 pedone del nero · a6 pedone del bianco · b6 torre del bianco · c6 pedone del bianco · a5 pedone del nero · b5 torre del bianco · a4 re del nero · c4 re del bianco · e4 pedone del bianco · c3 pedone del bianco · c2 donna del nero · d2 pedone del bianco · f2 pedone del bianco · b1 cavallo del bianco · c1 torre del nero · d1 cavallo del nero · e1 donna del bianco · f1 alfiere del bianco | b8 cavallo del nero · c8 alfiere del nero · a7 pedone del nero · b7 pedone del nero · d7 pedone del nero · a6 pedone del bianco · b6 torre del bianco · c6 pedone del bianco · a5 pedone del nero · b5 torre del bianco · a4 re del nero · c4 re del bianco · e4 pedone del bianco · c3 pedone del bianco · c2 donna del nero · d2 pedone del bianco · f2 pedone del bianco · b1 cavallo del bianco · c1 torre del nero · d1 cavallo del nero · e1 donna del bianco · f1 alfiere del bianco | b8 cavallo del nero · c8 alfiere del nero · a7 pedone del nero · b7 pedone del nero · d7 pedone del nero · a6 pedone del bianco · b6 torre del bianco · c6 pedone del bianco · a5 pedone del nero · b5 torre del bianco · a4 re del nero · c4 re del bianco · e4 pedone del bianco · c3 pedone del bianco · c2 donna del nero · d2 pedone del bianco · f2 pedone del bianco · b1 cavallo del bianco · c1 torre del nero · d1 cavallo del nero · e1 donna del bianco · f1 alfiere del bianco | b8 cavallo del nero · c8 alfiere del nero · a7 pedone del nero · b7 pedone del nero · d7 pedone del nero · a6 pedone del bianco · b6 torre del bianco · c6 pedone del bianco · a5 pedone del nero · b5 torre del bianco · a4 re del nero · c4 re del bianco · e4 pedone del bianco · c3 pedone del bianco · c2 donna del nero · d2 pedone del bianco · f2 pedone del bianco · b1 cavallo del bianco · c1 torre del nero · d1 cavallo del nero · e1 donna del bianco · f1 alfiere del bianco | b8 cavallo del nero · c8 alfiere del nero · a7 pedone del nero · b7 pedone del nero · d7 pedone del nero · a6 pedone del bianco · b6 torre del bianco · c6 pedone del bianco · a5 pedone del nero · b5 torre del bianco · a4 re del nero · c4 re del bianco · e4 pedone del bianco · c3 pedone del bianco · c2 donna del nero · d2 pedone del bianco · f2 pedone del bianco · b1 cavallo del bianco · c1 torre del nero · d1 cavallo del nero · e1 donna del bianco · f1 alfiere del bianco | b8 cavallo del nero · c8 alfiere del nero · a7 pedone del nero · b7 pedone del nero · d7 pedone del nero · a6 pedone del bianco · b6 torre del bianco · c6 pedone del bianco · a5 pedone del nero · b5 torre del bianco · a4 re del nero · c4 re del bianco · e4 pedone del bianco · c3 pedone del bianco · c2 donna del nero · d2 pedone del bianco · f2 pedone del bianco · b1 cavallo del bianco · c1 torre del nero · d1 cavallo del nero · e1 donna del bianco · f1 alfiere del bianco | b8 cavallo del nero · c8 alfiere del nero · a7 pedone del nero · b7 pedone del nero · d7 pedone del nero · a6 pedone del bianco · b6 torre del bianco · c6 pedone del bianco · a5 pedone del nero · b5 torre del bianco · a4 re del nero · c4 re del bianco · e4 pedone del bianco · c3 pedone del bianco · c2 donna del nero · d2 pedone del bianco · f2 pedone del bianco · b1 cavallo del bianco · c1 torre del nero · d1 cavallo del nero · e1 donna del bianco · f1 alfiere del bianco | b8 cavallo del nero · c8 alfiere del nero · a7 pedone del nero · b7 pedone del nero · d7 pedone del nero · a6 pedone del bianco · b6 torre del bianco · c6 pedone del bianco · a5 pedone del nero · b5 torre del bianco · a4 re del nero · c4 re del bianco · e4 pedone del bianco · c3 pedone del bianco · c2 donna del nero · d2 pedone del bianco · f2 pedone del bianco · b1 cavallo del bianco · c1 torre del nero · d1 cavallo del nero · e1 donna del bianco · f1 alfiere del bianco | 7 |
| 6 | b8 cavallo del nero · c8 alfiere del nero · a7 pedone del nero · b7 pedone del nero · d7 pedone del nero · a6 pedone del bianco · b6 torre del bianco · c6 pedone del bianco · a5 pedone del nero · b5 torre del bianco · a4 re del nero · c4 re del bianco · e4 pedone del bianco · c3 pedone del bianco · c2 donna del nero · d2 pedone del bianco · f2 pedone del bianco · b1 cavallo del bianco · c1 torre del nero · d1 cavallo del nero · e1 donna del bianco · f1 alfiere del bianco | b8 cavallo del nero · c8 alfiere del nero · a7 pedone del nero · b7 pedone del nero · d7 pedone del nero · a6 pedone del bianco · b6 torre del bianco · c6 pedone del bianco · a5 pedone del nero · b5 torre del bianco · a4 re del nero · c4 re del bianco · e4 pedone del bianco · c3 pedone del bianco · c2 donna del nero · d2 pedone del bianco · f2 pedone del bianco · b1 cavallo del bianco · c1 torre del nero · d1 cavallo del nero · e1 donna del bianco · f1 alfiere del bianco | b8 cavallo del nero · c8 alfiere del nero · a7 pedone del nero · b7 pedone del nero · d7 pedone del nero · a6 pedone del bianco · b6 torre del bianco · c6 pedone del bianco · a5 pedone del nero · b5 torre del bianco · a4 re del nero · c4 re del bianco · e4 pedone del bianco · c3 pedone del bianco · c2 donna del nero · d2 pedone del bianco · f2 pedone del bianco · b1 cavallo del bianco · c1 torre del nero · d1 cavallo del nero · e1 donna del bianco · f1 alfiere del bianco | b8 cavallo del nero · c8 alfiere del nero · a7 pedone del nero · b7 pedone del nero · d7 pedone del nero · a6 pedone del bianco · b6 torre del bianco · c6 pedone del bianco · a5 pedone del nero · b5 torre del bianco · a4 re del nero · c4 re del bianco · e4 pedone del bianco · c3 pedone del bianco · c2 donna del nero · d2 pedone del bianco · f2 pedone del bianco · b1 cavallo del bianco · c1 torre del nero · d1 cavallo del nero · e1 donna del bianco · f1 alfiere del bianco | b8 cavallo del nero · c8 alfiere del nero · a7 pedone del nero · b7 pedone del nero · d7 pedone del nero · a6 pedone del bianco · b6 torre del bianco · c6 pedone del bianco · a5 pedone del nero · b5 torre del bianco · a4 re del nero · c4 re del bianco · e4 pedone del bianco · c3 pedone del bianco · c2 donna del nero · d2 pedone del bianco · f2 pedone del bianco · b1 cavallo del bianco · c1 torre del nero · d1 cavallo del nero · e1 donna del bianco · f1 alfiere del bianco | b8 cavallo del nero · c8 alfiere del nero · a7 pedone del nero · b7 pedone del nero · d7 pedone del nero · a6 pedone del bianco · b6 torre del bianco · c6 pedone del bianco · a5 pedone del nero · b5 torre del bianco · a4 re del nero · c4 re del bianco · e4 pedone del bianco · c3 pedone del bianco · c2 donna del nero · d2 pedone del bianco · f2 pedone del bianco · b1 cavallo del bianco · c1 torre del nero · d1 cavallo del nero · e1 donna del bianco · f1 alfiere del bianco | b8 cavallo del nero · c8 alfiere del nero · a7 pedone del nero · b7 pedone del nero · d7 pedone del nero · a6 pedone del bianco · b6 torre del bianco · c6 pedone del bianco · a5 pedone del nero · b5 torre del bianco · a4 re del nero · c4 re del bianco · e4 pedone del bianco · c3 pedone del bianco · c2 donna del nero · d2 pedone del bianco · f2 pedone del bianco · b1 cavallo del bianco · c1 torre del nero · d1 cavallo del nero · e1 donna del bianco · f1 alfiere del bianco | b8 cavallo del nero · c8 alfiere del nero · a7 pedone del nero · b7 pedone del nero · d7 pedone del nero · a6 pedone del bianco · b6 torre del bianco · c6 pedone del bianco · a5 pedone del nero · b5 torre del bianco · a4 re del nero · c4 re del bianco · e4 pedone del bianco · c3 pedone del bianco · c2 donna del nero · d2 pedone del bianco · f2 pedone del bianco · b1 cavallo del bianco · c1 torre del nero · d1 cavallo del nero · e1 donna del bianco · f1 alfiere del bianco | 6 |
| 5 | b8 cavallo del nero · c8 alfiere del nero · a7 pedone del nero · b7 pedone del nero · d7 pedone del nero · a6 pedone del bianco · b6 torre del bianco · c6 pedone del bianco · a5 pedone del nero · b5 torre del bianco · a4 re del nero · c4 re del bianco · e4 pedone del bianco · c3 pedone del bianco · c2 donna del nero · d2 pedone del bianco · f2 pedone del bianco · b1 cavallo del bianco · c1 torre del nero · d1 cavallo del nero · e1 donna del bianco · f1 alfiere del bianco | b8 cavallo del nero · c8 alfiere del nero · a7 pedone del nero · b7 pedone del nero · d7 pedone del nero · a6 pedone del bianco · b6 torre del bianco · c6 pedone del bianco · a5 pedone del nero · b5 torre del bianco · a4 re del nero · c4 re del bianco · e4 pedone del bianco · c3 pedone del bianco · c2 donna del nero · d2 pedone del bianco · f2 pedone del bianco · b1 cavallo del bianco · c1 torre del nero · d1 cavallo del nero · e1 donna del bianco · f1 alfiere del bianco | b8 cavallo del nero · c8 alfiere del nero · a7 pedone del nero · b7 pedone del nero · d7 pedone del nero · a6 pedone del bianco · b6 torre del bianco · c6 pedone del bianco · a5 pedone del nero · b5 torre del bianco · a4 re del nero · c4 re del bianco · e4 pedone del bianco · c3 pedone del bianco · c2 donna del nero · d2 pedone del bianco · f2 pedone del bianco · b1 cavallo del bianco · c1 torre del nero · d1 cavallo del nero · e1 donna del bianco · f1 alfiere del bianco | b8 cavallo del nero · c8 alfiere del nero · a7 pedone del nero · b7 pedone del nero · d7 pedone del nero · a6 pedone del bianco · b6 torre del bianco · c6 pedone del bianco · a5 pedone del nero · b5 torre del bianco · a4 re del nero · c4 re del bianco · e4 pedone del bianco · c3 pedone del bianco · c2 donna del nero · d2 pedone del bianco · f2 pedone del bianco · b1 cavallo del bianco · c1 torre del nero · d1 cavallo del nero · e1 donna del bianco · f1 alfiere del bianco | b8 cavallo del nero · c8 alfiere del nero · a7 pedone del nero · b7 pedone del nero · d7 pedone del nero · a6 pedone del bianco · b6 torre del bianco · c6 pedone del bianco · a5 pedone del nero · b5 torre del bianco · a4 re del nero · c4 re del bianco · e4 pedone del bianco · c3 pedone del bianco · c2 donna del nero · d2 pedone del bianco · f2 pedone del bianco · b1 cavallo del bianco · c1 torre del nero · d1 cavallo del nero · e1 donna del bianco · f1 alfiere del bianco | b8 cavallo del nero · c8 alfiere del nero · a7 pedone del nero · b7 pedone del nero · d7 pedone del nero · a6 pedone del bianco · b6 torre del bianco · c6 pedone del bianco · a5 pedone del nero · b5 torre del bianco · a4 re del nero · c4 re del bianco · e4 pedone del bianco · c3 pedone del bianco · c2 donna del nero · d2 pedone del bianco · f2 pedone del bianco · b1 cavallo del bianco · c1 torre del nero · d1 cavallo del nero · e1 donna del bianco · f1 alfiere del bianco | b8 cavallo del nero · c8 alfiere del nero · a7 pedone del nero · b7 pedone del nero · d7 pedone del nero · a6 pedone del bianco · b6 torre del bianco · c6 pedone del bianco · a5 pedone del nero · b5 torre del bianco · a4 re del nero · c4 re del bianco · e4 pedone del bianco · c3 pedone del bianco · c2 donna del nero · d2 pedone del bianco · f2 pedone del bianco · b1 cavallo del bianco · c1 torre del nero · d1 cavallo del nero · e1 donna del bianco · f1 alfiere del bianco | b8 cavallo del nero · c8 alfiere del nero · a7 pedone del nero · b7 pedone del nero · d7 pedone del nero · a6 pedone del bianco · b6 torre del bianco · c6 pedone del bianco · a5 pedone del nero · b5 torre del bianco · a4 re del nero · c4 re del bianco · e4 pedone del bianco · c3 pedone del bianco · c2 donna del nero · d2 pedone del bianco · f2 pedone del bianco · b1 cavallo del bianco · c1 torre del nero · d1 cavallo del nero · e1 donna del bianco · f1 alfiere del bianco | 5 |
| 4 | b8 cavallo del nero · c8 alfiere del nero · a7 pedone del nero · b7 pedone del nero · d7 pedone del nero · a6 pedone del bianco · b6 torre del bianco · c6 pedone del bianco · a5 pedone del nero · b5 torre del bianco · a4 re del nero · c4 re del bianco · e4 pedone del bianco · c3 pedone del bianco · c2 donna del nero · d2 pedone del bianco · f2 pedone del bianco · b1 cavallo del bianco · c1 torre del nero · d1 cavallo del nero · e1 donna del bianco · f1 alfiere del bianco | b8 cavallo del nero · c8 alfiere del nero · a7 pedone del nero · b7 pedone del nero · d7 pedone del nero · a6 pedone del bianco · b6 torre del bianco · c6 pedone del bianco · a5 pedone del nero · b5 torre del bianco · a4 re del nero · c4 re del bianco · e4 pedone del bianco · c3 pedone del bianco · c2 donna del nero · d2 pedone del bianco · f2 pedone del bianco · b1 cavallo del bianco · c1 torre del nero · d1 cavallo del nero · e1 donna del bianco · f1 alfiere del bianco | b8 cavallo del nero · c8 alfiere del nero · a7 pedone del nero · b7 pedone del nero · d7 pedone del nero · a6 pedone del bianco · b6 torre del bianco · c6 pedone del bianco · a5 pedone del nero · b5 torre del bianco · a4 re del nero · c4 re del bianco · e4 pedone del bianco · c3 pedone del bianco · c2 donna del nero · d2 pedone del bianco · f2 pedone del bianco · b1 cavallo del bianco · c1 torre del nero · d1 cavallo del nero · e1 donna del bianco · f1 alfiere del bianco | b8 cavallo del nero · c8 alfiere del nero · a7 pedone del nero · b7 pedone del nero · d7 pedone del nero · a6 pedone del bianco · b6 torre del bianco · c6 pedone del bianco · a5 pedone del nero · b5 torre del bianco · a4 re del nero · c4 re del bianco · e4 pedone del bianco · c3 pedone del bianco · c2 donna del nero · d2 pedone del bianco · f2 pedone del bianco · b1 cavallo del bianco · c1 torre del nero · d1 cavallo del nero · e1 donna del bianco · f1 alfiere del bianco | b8 cavallo del nero · c8 alfiere del nero · a7 pedone del nero · b7 pedone del nero · d7 pedone del nero · a6 pedone del bianco · b6 torre del bianco · c6 pedone del bianco · a5 pedone del nero · b5 torre del bianco · a4 re del nero · c4 re del bianco · e4 pedone del bianco · c3 pedone del bianco · c2 donna del nero · d2 pedone del bianco · f2 pedone del bianco · b1 cavallo del bianco · c1 torre del nero · d1 cavallo del nero · e1 donna del bianco · f1 alfiere del bianco | b8 cavallo del nero · c8 alfiere del nero · a7 pedone del nero · b7 pedone del nero · d7 pedone del nero · a6 pedone del bianco · b6 torre del bianco · c6 pedone del bianco · a5 pedone del nero · b5 torre del bianco · a4 re del nero · c4 re del bianco · e4 pedone del bianco · c3 pedone del bianco · c2 donna del nero · d2 pedone del bianco · f2 pedone del bianco · b1 cavallo del bianco · c1 torre del nero · d1 cavallo del nero · e1 donna del bianco · f1 alfiere del bianco | b8 cavallo del nero · c8 alfiere del nero · a7 pedone del nero · b7 pedone del nero · d7 pedone del nero · a6 pedone del bianco · b6 torre del bianco · c6 pedone del bianco · a5 pedone del nero · b5 torre del bianco · a4 re del nero · c4 re del bianco · e4 pedone del bianco · c3 pedone del bianco · c2 donna del nero · d2 pedone del bianco · f2 pedone del bianco · b1 cavallo del bianco · c1 torre del nero · d1 cavallo del nero · e1 donna del bianco · f1 alfiere del bianco | b8 cavallo del nero · c8 alfiere del nero · a7 pedone del nero · b7 pedone del nero · d7 pedone del nero · a6 pedone del bianco · b6 torre del bianco · c6 pedone del bianco · a5 pedone del nero · b5 torre del bianco · a4 re del nero · c4 re del bianco · e4 pedone del bianco · c3 pedone del bianco · c2 donna del nero · d2 pedone del bianco · f2 pedone del bianco · b1 cavallo del bianco · c1 torre del nero · d1 cavallo del nero · e1 donna del bianco · f1 alfiere del bianco | 4 |
| 3 | b8 cavallo del nero · c8 alfiere del nero · a7 pedone del nero · b7 pedone del nero · d7 pedone del nero · a6 pedone del bianco · b6 torre del bianco · c6 pedone del bianco · a5 pedone del nero · b5 torre del bianco · a4 re del nero · c4 re del bianco · e4 pedone del bianco · c3 pedone del bianco · c2 donna del nero · d2 pedone del bianco · f2 pedone del bianco · b1 cavallo del bianco · c1 torre del nero · d1 cavallo del nero · e1 donna del bianco · f1 alfiere del bianco | b8 cavallo del nero · c8 alfiere del nero · a7 pedone del nero · b7 pedone del nero · d7 pedone del nero · a6 pedone del bianco · b6 torre del bianco · c6 pedone del bianco · a5 pedone del nero · b5 torre del bianco · a4 re del nero · c4 re del bianco · e4 pedone del bianco · c3 pedone del bianco · c2 donna del nero · d2 pedone del bianco · f2 pedone del bianco · b1 cavallo del bianco · c1 torre del nero · d1 cavallo del nero · e1 donna del bianco · f1 alfiere del bianco | b8 cavallo del nero · c8 alfiere del nero · a7 pedone del nero · b7 pedone del nero · d7 pedone del nero · a6 pedone del bianco · b6 torre del bianco · c6 pedone del bianco · a5 pedone del nero · b5 torre del bianco · a4 re del nero · c4 re del bianco · e4 pedone del bianco · c3 pedone del bianco · c2 donna del nero · d2 pedone del bianco · f2 pedone del bianco · b1 cavallo del bianco · c1 torre del nero · d1 cavallo del nero · e1 donna del bianco · f1 alfiere del bianco | b8 cavallo del nero · c8 alfiere del nero · a7 pedone del nero · b7 pedone del nero · d7 pedone del nero · a6 pedone del bianco · b6 torre del bianco · c6 pedone del bianco · a5 pedone del nero · b5 torre del bianco · a4 re del nero · c4 re del bianco · e4 pedone del bianco · c3 pedone del bianco · c2 donna del nero · d2 pedone del bianco · f2 pedone del bianco · b1 cavallo del bianco · c1 torre del nero · d1 cavallo del nero · e1 donna del bianco · f1 alfiere del bianco | b8 cavallo del nero · c8 alfiere del nero · a7 pedone del nero · b7 pedone del nero · d7 pedone del nero · a6 pedone del bianco · b6 torre del bianco · c6 pedone del bianco · a5 pedone del nero · b5 torre del bianco · a4 re del nero · c4 re del bianco · e4 pedone del bianco · c3 pedone del bianco · c2 donna del nero · d2 pedone del bianco · f2 pedone del bianco · b1 cavallo del bianco · c1 torre del nero · d1 cavallo del nero · e1 donna del bianco · f1 alfiere del bianco | b8 cavallo del nero · c8 alfiere del nero · a7 pedone del nero · b7 pedone del nero · d7 pedone del nero · a6 pedone del bianco · b6 torre del bianco · c6 pedone del bianco · a5 pedone del nero · b5 torre del bianco · a4 re del nero · c4 re del bianco · e4 pedone del bianco · c3 pedone del bianco · c2 donna del nero · d2 pedone del bianco · f2 pedone del bianco · b1 cavallo del bianco · c1 torre del nero · d1 cavallo del nero · e1 donna del bianco · f1 alfiere del bianco | b8 cavallo del nero · c8 alfiere del nero · a7 pedone del nero · b7 pedone del nero · d7 pedone del nero · a6 pedone del bianco · b6 torre del bianco · c6 pedone del bianco · a5 pedone del nero · b5 torre del bianco · a4 re del nero · c4 re del bianco · e4 pedone del bianco · c3 pedone del bianco · c2 donna del nero · d2 pedone del bianco · f2 pedone del bianco · b1 cavallo del bianco · c1 torre del nero · d1 cavallo del nero · e1 donna del bianco · f1 alfiere del bianco | b8 cavallo del nero · c8 alfiere del nero · a7 pedone del nero · b7 pedone del nero · d7 pedone del nero · a6 pedone del bianco · b6 torre del bianco · c6 pedone del bianco · a5 pedone del nero · b5 torre del bianco · a4 re del nero · c4 re del bianco · e4 pedone del bianco · c3 pedone del bianco · c2 donna del nero · d2 pedone del bianco · f2 pedone del bianco · b1 cavallo del bianco · c1 torre del nero · d1 cavallo del nero · e1 donna del bianco · f1 alfiere del bianco | 3 |
| 2 | b8 cavallo del nero · c8 alfiere del nero · a7 pedone del nero · b7 pedone del nero · d7 pedone del nero · a6 pedone del bianco · b6 torre del bianco · c6 pedone del bianco · a5 pedone del nero · b5 torre del bianco · a4 re del nero · c4 re del bianco · e4 pedone del bianco · c3 pedone del bianco · c2 donna del nero · d2 pedone del bianco · f2 pedone del bianco · b1 cavallo del bianco · c1 torre del nero · d1 cavallo del nero · e1 donna del bianco · f1 alfiere del bianco | b8 cavallo del nero · c8 alfiere del nero · a7 pedone del nero · b7 pedone del nero · d7 pedone del nero · a6 pedone del bianco · b6 torre del bianco · c6 pedone del bianco · a5 pedone del nero · b5 torre del bianco · a4 re del nero · c4 re del bianco · e4 pedone del bianco · c3 pedone del bianco · c2 donna del nero · d2 pedone del bianco · f2 pedone del bianco · b1 cavallo del bianco · c1 torre del nero · d1 cavallo del nero · e1 donna del bianco · f1 alfiere del bianco | b8 cavallo del nero · c8 alfiere del nero · a7 pedone del nero · b7 pedone del nero · d7 pedone del nero · a6 pedone del bianco · b6 torre del bianco · c6 pedone del bianco · a5 pedone del nero · b5 torre del bianco · a4 re del nero · c4 re del bianco · e4 pedone del bianco · c3 pedone del bianco · c2 donna del nero · d2 pedone del bianco · f2 pedone del bianco · b1 cavallo del bianco · c1 torre del nero · d1 cavallo del nero · e1 donna del bianco · f1 alfiere del bianco | b8 cavallo del nero · c8 alfiere del nero · a7 pedone del nero · b7 pedone del nero · d7 pedone del nero · a6 pedone del bianco · b6 torre del bianco · c6 pedone del bianco · a5 pedone del nero · b5 torre del bianco · a4 re del nero · c4 re del bianco · e4 pedone del bianco · c3 pedone del bianco · c2 donna del nero · d2 pedone del bianco · f2 pedone del bianco · b1 cavallo del bianco · c1 torre del nero · d1 cavallo del nero · e1 donna del bianco · f1 alfiere del bianco | b8 cavallo del nero · c8 alfiere del nero · a7 pedone del nero · b7 pedone del nero · d7 pedone del nero · a6 pedone del bianco · b6 torre del bianco · c6 pedone del bianco · a5 pedone del nero · b5 torre del bianco · a4 re del nero · c4 re del bianco · e4 pedone del bianco · c3 pedone del bianco · c2 donna del nero · d2 pedone del bianco · f2 pedone del bianco · b1 cavallo del bianco · c1 torre del nero · d1 cavallo del nero · e1 donna del bianco · f1 alfiere del bianco | b8 cavallo del nero · c8 alfiere del nero · a7 pedone del nero · b7 pedone del nero · d7 pedone del nero · a6 pedone del bianco · b6 torre del bianco · c6 pedone del bianco · a5 pedone del nero · b5 torre del bianco · a4 re del nero · c4 re del bianco · e4 pedone del bianco · c3 pedone del bianco · c2 donna del nero · d2 pedone del bianco · f2 pedone del bianco · b1 cavallo del bianco · c1 torre del nero · d1 cavallo del nero · e1 donna del bianco · f1 alfiere del bianco | b8 cavallo del nero · c8 alfiere del nero · a7 pedone del nero · b7 pedone del nero · d7 pedone del nero · a6 pedone del bianco · b6 torre del bianco · c6 pedone del bianco · a5 pedone del nero · b5 torre del bianco · a4 re del nero · c4 re del bianco · e4 pedone del bianco · c3 pedone del bianco · c2 donna del nero · d2 pedone del bianco · f2 pedone del bianco · b1 cavallo del bianco · c1 torre del nero · d1 cavallo del nero · e1 donna del bianco · f1 alfiere del bianco | b8 cavallo del nero · c8 alfiere del nero · a7 pedone del nero · b7 pedone del nero · d7 pedone del nero · a6 pedone del bianco · b6 torre del bianco · c6 pedone del bianco · a5 pedone del nero · b5 torre del bianco · a4 re del nero · c4 re del bianco · e4 pedone del bianco · c3 pedone del bianco · c2 donna del nero · d2 pedone del bianco · f2 pedone del bianco · b1 cavallo del bianco · c1 torre del nero · d1 cavallo del nero · e1 donna del bianco · f1 alfiere del bianco | 2 |
| 1 | b8 cavallo del nero · c8 alfiere del nero · a7 pedone del nero · b7 pedone del nero · d7 pedone del nero · a6 pedone del bianco · b6 torre del bianco · c6 pedone del bianco · a5 pedone del nero · b5 torre del bianco · a4 re del nero · c4 re del bianco · e4 pedone del bianco · c3 pedone del bianco · c2 donna del nero · d2 pedone del bianco · f2 pedone del bianco · b1 cavallo del bianco · c1 torre del nero · d1 cavallo del nero · e1 donna del bianco · f1 alfiere del bianco | b8 cavallo del nero · c8 alfiere del nero · a7 pedone del nero · b7 pedone del nero · d7 pedone del nero · a6 pedone del bianco · b6 torre del bianco · c6 pedone del bianco · a5 pedone del nero · b5 torre del bianco · a4 re del nero · c4 re del bianco · e4 pedone del bianco · c3 pedone del bianco · c2 donna del nero · d2 pedone del bianco · f2 pedone del bianco · b1 cavallo del bianco · c1 torre del nero · d1 cavallo del nero · e1 donna del bianco · f1 alfiere del bianco | b8 cavallo del nero · c8 alfiere del nero · a7 pedone del nero · b7 pedone del nero · d7 pedone del nero · a6 pedone del bianco · b6 torre del bianco · c6 pedone del bianco · a5 pedone del nero · b5 torre del bianco · a4 re del nero · c4 re del bianco · e4 pedone del bianco · c3 pedone del bianco · c2 donna del nero · d2 pedone del bianco · f2 pedone del bianco · b1 cavallo del bianco · c1 torre del nero · d1 cavallo del nero · e1 donna del bianco · f1 alfiere del bianco | b8 cavallo del nero · c8 alfiere del nero · a7 pedone del nero · b7 pedone del nero · d7 pedone del nero · a6 pedone del bianco · b6 torre del bianco · c6 pedone del bianco · a5 pedone del nero · b5 torre del bianco · a4 re del nero · c4 re del bianco · e4 pedone del bianco · c3 pedone del bianco · c2 donna del nero · d2 pedone del bianco · f2 pedone del bianco · b1 cavallo del bianco · c1 torre del nero · d1 cavallo del nero · e1 donna del bianco · f1 alfiere del bianco | b8 cavallo del nero · c8 alfiere del nero · a7 pedone del nero · b7 pedone del nero · d7 pedone del nero · a6 pedone del bianco · b6 torre del bianco · c6 pedone del bianco · a5 pedone del nero · b5 torre del bianco · a4 re del nero · c4 re del bianco · e4 pedone del bianco · c3 pedone del bianco · c2 donna del nero · d2 pedone del bianco · f2 pedone del bianco · b1 cavallo del bianco · c1 torre del nero · d1 cavallo del nero · e1 donna del bianco · f1 alfiere del bianco | b8 cavallo del nero · c8 alfiere del nero · a7 pedone del nero · b7 pedone del nero · d7 pedone del nero · a6 pedone del bianco · b6 torre del bianco · c6 pedone del bianco · a5 pedone del nero · b5 torre del bianco · a4 re del nero · c4 re del bianco · e4 pedone del bianco · c3 pedone del bianco · c2 donna del nero · d2 pedone del bianco · f2 pedone del bianco · b1 cavallo del bianco · c1 torre del nero · d1 cavallo del nero · e1 donna del bianco · f1 alfiere del bianco | b8 cavallo del nero · c8 alfiere del nero · a7 pedone del nero · b7 pedone del nero · d7 pedone del nero · a6 pedone del bianco · b6 torre del bianco · c6 pedone del bianco · a5 pedone del nero · b5 torre del bianco · a4 re del nero · c4 re del bianco · e4 pedone del bianco · c3 pedone del bianco · c2 donna del nero · d2 pedone del bianco · f2 pedone del bianco · b1 cavallo del bianco · c1 torre del nero · d1 cavallo del nero · e1 donna del bianco · f1 alfiere del bianco | b8 cavallo del nero · c8 alfiere del nero · a7 pedone del nero · b7 pedone del nero · d7 pedone del nero · a6 pedone del bianco · b6 torre del bianco · c6 pedone del bianco · a5 pedone del nero · b5 torre del bianco · a4 re del nero · c4 re del bianco · e4 pedone del bianco · c3 pedone del bianco · c2 donna del nero · d2 pedone del bianco · f2 pedone del bianco · b1 cavallo del bianco · c1 torre del nero · d1 cavallo del nero · e1 donna del bianco · f1 alfiere del bianco | 1 |
|   | a | b | c | d | e | f | g | h |   |

Julia è una giovane restauratrice incaricata di controllare "La partita a scacchi", una tela del 1471 del fiammingo Pieter Van Huys che sarà messa presto all'asta. Grazie ad una scansione ai Raggi X Julia fa una scoperta inattesa: sotto la vernice è celata la frase latina: «Quis necavit equitem», "Chi ha catturato il cavallo ?". 
"Necavit" significa anche uccidere e "Equitem" non si limita al destriero ma anche a chi lo cavalca, quindi la frase può più propriamente intendersi come "chi ha ucciso il cavaliere?".
La stranezza è amplificata. Frase e copertura della stessa sono state prodotte nello stesso momento e dalla stessa mano, quindi dal pittore stesso che intenzionalmente scrive e poi nasconde quell'interrogativo. Il dipinto raffigura una camera dove si svolge una partita a scacchi tra due uomini, un giovane ed eroico soldato e un distinto nobile e, alle loro spalle, una riservata dama assorta in lettura. Forse apprendendo le vicissitudini storiche dei personaggi e lo studio della posizione dei pezzi sulla scacchiera (si veda il riquadro) il pittore pone allo spettatore un enigma, ancora da svelare.
Julia suo malgrado è costretta a interpellare il suo ex amante e docente di Storia dell'Arte Alvaro. Confida nell'aiuto dell'amica gallerista Mechu e di César, l'antiquario che l'ha colmata di amore paterno dopo la prematura scomparsa del genitori naturali. Trovano in Muñoz, modesto contabile ma provetto scacchista (che "non vuole vincere"), la persona adatta che potrà aiutarli a risolvere quanto raffigurato sulla scacchiera. Nel mentre la strana morte di Alvaro mette i cercatori allerta. Presto imprevedibili avvenimenti coinvolgono i proprietari del quadro e chi ne viene a contatto. Forse solo scoprendo il mistero della morte del cavaliere avvenuta nel 1471 si riuscirà anche a svelare cosa sta realmente ora accadendo.

## Cinema
Nel 1994 Michael Hirst ne adatta la storia per il film Uncovered, diretto da Jim McBride. Kate Beckinsale interpreta Julia e John Wood César. In Italia il film esce con il titolo Scacco Matto.

## Problema scacchistico
Il romanzo dissemina dubbi di vario genere. C'è il giusto spazio sia per gli appassionati di problemi scacchistici sia per chi persegue l'aderenza con avvenimenti reali. Ecco allora un breve testo che fornisce una chiarificazione circa un artificio storico attuato dall'autore e, a seguire, uno schematico riassunto degli indizi scacchistici che portano alla soluzione del primo, ma non unico, mistero del giallo.

## Edizioni
- Arturo Pérez-Reverte, La tavola fiamminga, traduzione di Roberta Bovaia e Silvia Sichel, collana EST, Marco Tropea Editore, 1999,  p. 344, ISBN 88-438-0166-X.